# Мой друг — человек несерьёзный
«Мой друг — человек несерьёзный» (латыш. «Mans draugs — nenopietns cilvēks») —производственно-бытовая комедийная мелодрама режиссёра Яниса Стрейча. Снята на Рижской киностудии в 1975 году по сценарию победителя конкурса Госкино и Союза писателей 1973 года Александра Горохова — «Заботы каждого».

## Сюжет
Арвид Ласманис из-за своей принципиальности долго не задерживается ни на одной работе. Жену и двоих детей надо кормить, и он идёт халтурить могильщиком на кладбище. Тёщин жених Циекурс устроил Арвида к себе — на строительство теплотрассы, но и здесь его непримиримый характер не даёт возможности ужиться с нерадивыми работниками — он наотрез отказался закапывать приготовленные к установке ржавые трубы. Инте, жене Арвида, надоело жить в коммуналке, но для того, чтобы получить отдельную квартиру, надо уметь приспособиться к начальству.

## В ролях
- Янис Паукштелло — Арвид Ласманис
- Галина Мацулевич — Инта, жена Арвида
- Дзидра Ритенберга — Мирдза, тёща Арвида
- Алексей Михайлов — Эдгар Циекурс
- Лилита Берзиня — Корнелия Яновна Андерсоне
- Карлис Пумпуриньш — сосед
- Эвалдс Валтерс — художник Чакан
- Раймондс Аушкапс — Арнольд Янович Екабсонс, начальник
- Эдуард Павулс — руководитель отдела кадров
- Ольгерт Дункерс — Шеф
- Волдемар Лобиньш — Друмайс
- Илгонис Швика — Андрис
- Аквелина Ливмане — туристка
- Болеслав Ружс[латыш.] — священник
- Илзе Ваздика[латыш.] — эпизод

## Съёмочная группа
- Автор сценария: Александр Горохов
- Режиссёр-постановщик: Янис Стрейч
- Оператор-постановщик: Микс Звирбулис
- Художник-постановщик: Виктор Шильдкнехт
- Композитор: Раймонд Паулс

## Интересные факты
- Съёмки фильма проходили в Даугавпилсе и Валмиере (дом Циекурса).[2]
- Эпизодическую роль соседа-спортсмена исполнил тяжелоатлет, шестикратный чемпион Латвийской ССР, пятикратный рекордсмен мира и Европы, мастер спорта СССР Карлис Пумпуриньш.
- Прототипом художника Чакана стал резчик по дереву Валтерс Хирте[латыш.], чьи работы были использованы в фильме.[2]

## Награды и премии
- 1976 — премия ЛКСМ Латвии режиссёру Я. Стрейчу.
- 1977 — специальный приз 4-го Всесоюзного кинофестиваля фильмов о жизни и труде рабочего класса в Челябинске.